# Médaille d'or de l'AIA

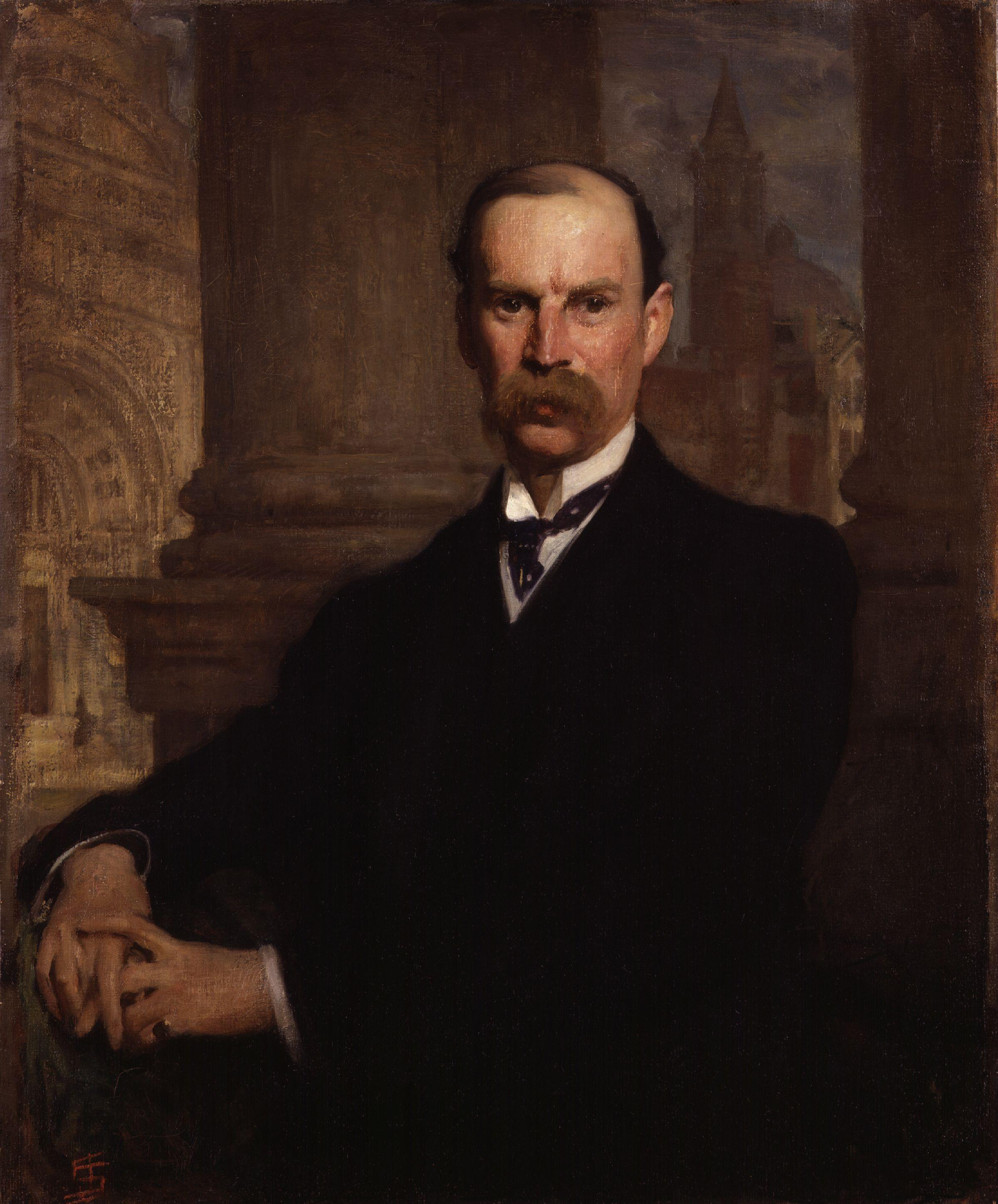
Aston Webb, premier lauréat de la médaille d’or de l’AIA en 1907.

La médaille d'or de l'AIA (anglais : AIA Gold Medal) est décernée par l'Institut américain des architectes) en reconnaissance d'un travail significatif ayant eu une influence déterminante sur la théorie et la pratique de l'architecture.
C'est le prix le plus élevé décerné par l'institut.
Depuis 1947, la médaille est décernée presque chaque année.

## Liste des lauréats de la médaille d'Or de l'AIA
- 2021 : Edward Mazria (États-Unis)
- 2020 : Marlon Blackwell (États-Unis)
- 2019 : Richard Rogers (Royaume-Uni)
- 2018 : James Polshek (États-Unis)
- 2017 : Paul Revere Williams (en) (posthume) (États-Unis) (premier Afro-Américain à être honoré)
- 2016 : Robert Venturi et Denise Scott Brown (États-Unis)
- 2015  : Moshe Safdie (Israël/Canada/États-Unis)
- 2014  : Julia Morgan (posthume) (États-Unis) (première femme récompensée)
- 2013  : Thom Mayne (États-Unis)
- 2012  : Steven Holl (États-Unis)
- 2011  : Fumihiko Maki (Japon)
- 2010  : Peter Bohlin (en) (États-Unis)
- 2009  : Glenn Murcutt (Australie)
- 2008  : Renzo Piano (Italie)
- 2007  : Edward Larrabee Barnes (en) (posthume) (États-Unis)
- 2006  : Antoine Predock (États-Unis)
- 2005 : Santiago Calatrava (Espagne)
- 2004 : Samuel Mockbee (en) (posthume) (États-Unis)
- 2003 : (non décernée)
- 2002 : Tadao Andō (Japon)
- 2001 : Michael Graves (États-Unis)
- 2000 : Ricardo Legorreta (Mexique)
- 1999 : Frank Gehry (Canada/États-Unis)
- 1998 : (non décernée)
- 1997 : Richard Meier (États-Unis)
- 1996 : (non décernée)
- 1995 : César Pelli (Argentine)
- 1994 : Sir Norman Foster (Royaume-Uni)
- 1993 : Thomas Jefferson (posthume) (États-Unis)
- 1993 : Kevin Roche (États-Unis)
- 1992 : Benjamin C. Thompson (en) (États-Unis)
- 1991 : Charles Willard Moore (États-Unis)
- 1990 : Euine Fay Jones (en) (États-Unis)
- 1989 : Joseph Esherick (en) (États-Unis)
- 1988 : (non décernée)
- 1987 : (non décernée)
- 1986 : Arthur Charles Erickson (Canada)
- 1985 : William Wayne Caudill (en) (posthume) (États-Unis)
- 1984 : (non décernée)
- 1983 : Nathaniel Alexander Owings (en) (États-Unis)
- 1982 : Romaldo Giurgola (Italie/États-Unis)
- 1981 : Josep Lluís Sert (Espagne)
- 1980 : (non décernée)
- 1979: Ieoh Ming Pei (États-Unis)
- 1978: Philip Cortelyou Johnson (États-Unis)
- 1977: Richard Joseph Neutra (posthume) (Autriche/États-Unis)
- 1976: (non décernée)
- 1975: (non décernée)
- 1974: (non décernée)
- 1973: (non décernée)
- 1972: Pietro Belluschi (États-Unis)
- 1971: Louis Kahn (États-Unis)
- 1970: Richard Buckminster Fuller (États-Unis)
- 1969: William Wilson Wurster (États-Unis)
- 1968: Marcel Lajos Breuer (Hongrie)
- 1967: Wallace Kirkman Harrison (États-Unis)
- 1966: Kenzō Tange (Japon)
- 1965: (non décernée)
- 1964: Pier Luigi Nervi (Italie)
- 1963: Alvar Aalto (Finlande)
- 1962: Eero Saarinen (posthume) (Finlande/États-Unis)
- 1961: Le Corbusier (Suisse)
- 1960: Ludwig Mies van der Rohe (Allemagne/États-Unis)
- 1959: Walter Adolph Gropius (Allemagne/États-Unis)
- 1958: John Wellborn Root (Posthume) (États-Unis)
- 1957: Ralph Walker (États-Unis)
- 1957: Louis Skidmore (en) (États-Unis)
- 1956: Clarence S. Stein (en) (États-Unis)
- 1955: Willem Marinus Dudok (Pays-Bas)
- 1954: (non décernée)
- 1953: William Adams Delano (en) (États-Unis)
- 1952: Auguste Perret (France)
- 1951: Bernard Ralph Maybeck (en) (États-Unis)
- 1950: Sir Patrick Abercrombie (Grande-Bretagne)
- 1949: Frank Lloyd Wright (États-Unis)
- 1948: Charles Donagh Maginnis (en) (Irlande/États-Unis)
- 1947: Eliel Saarinen (Finlande/États-Unis)
- 1944: Louis Henri Sullivan (posthume) (États-Unis)
- 1938: Paul Philippe Cret (France/États-Unis)
- 1933: Ragnar Östberg  (Suède)
- 1929: Milton Bennett Medary (en) (États-Unis)
- 1927: Howard Van Doren Shaw (en) (États-Unis)
- 1925:  Edwin Landseer Lutyens (Grande-Bretagne)
- 1925: Bertram Grosvenor Goodhue (États-Unis)
- 1923: Henry Bacon (États-Unis)
- 1922: Victor Laloux  (France)
- 1920: Egerton Swartwout (États-Unis)
- 1914: Jean-Louis Pascal (France)
- 1911: George Browne Post  (États-Unis)
- 1909: Charles Follen McKim (posthume)  (États-Unis)
- 1907: Aston Webb (Grande-Bretagne)